# Albrecht Bethe
Albrecht Julius Theodor Bethe (ur. 25 kwietnia 1872 w Stettinie, zm. 19 października 1954 we Frankfurcie nad Menem) – niemiecki fizjolog. Jego synem był Hans Bethe (1906–2005).
Studiował medycynę na Uniwersytecie Albrechta i Ludwika we Fryburgu, Uniwersytecie Fryderyka Wilhelma w Berlinie, Uniwersytecie Cesarza Wilhelma w Straßburgu oraz Uniwersytecie Ludwika i Maksymiliana w Monachium. W 1895 w Monachium ukończył studia i został asystentem w Instytucie Fizjologicznym w Straßburgu. W 1898 uzyskał doktorat na podstawie rozprawy "O prymitywnych włókienkach w komórkach zwojowych człowieka i innych kręgowców". W 1899 habilitował się w dziedzinie fizjologii. W 1906 został mianowany profesorem nadzwyczajnym w Strasburgu. Od 1911 piastował stanowisko profesora zwyczajnego na Uniwersytecie Chrystiana Albrechta w Kilonii, potem na Uniwersytecie Johanna Wolfganga Goethego we Frankfurcie nad Menem. Jako lekarz i konsultant badał urazy mózgu i leczenie dużych wad nerwów podczas wojny; doradzał Ferdinandowi Sauerbruchowi w zakresie budowy sztucznych kończyn. W marcu 1917 otrzymał tytuł Tajnego Radcy Medycznego. Był redaktorem „Pflügers Archiv”. W 1937 przeszedł na emeryturę zgodnie z paragrafem 6 "Ustawy o przywróceniu zawodowej służby cywilnej" ze względu na żydowskie pochodzenie żony – ze znacznym obniżeniem jego dochodów emerytalnych. Odmówiono mu praw emeryta, co skutkowało m.in. utratą prawa do nauczania i prawa do zdawania egzaminów. Od semestru letniego 1938 nie figurował już w katalogu kadr i kierunków studiów. Po 1945 powrócił do działalności naukowej. W 1952 wydziały medyczne uniwersytetów w Getyndze i Kilonii przyznały mu tytuł doktora honoris causa. 

## Wybrane prace
- Allgemeine Anatomie und Physiologie des Nervensystems. 1903
- Handbuch der normalen und pathologischen Physiologie. 1925